# Kürnbach
Kürnbach è un comune tedesco di 2 440 abitanti, situato nel land del Baden-Württemberg.